# Støtteben
Et støtteben er på en cykel en anordning til at parkere en cykel stående uden at læne den op af noget. Det er en metalstang (ben), der med foden kan vippes ned for at støtte mod jorden.

| Cykling | Spire Denne artikel om cykling er en spire som bør udbygges. Du er velkommen til at hjælpe Wikipedia ved at udvide den. |